# B in the Mix: The Remixes Vol. 2
A B in the Mix: The Remixes Vol. 2 Britney Spears amerikai énekesnő második remixalbuma. 2011. október 7-én jelent meg a Jive Records gondozásában. 2011. szeptember 9-én tette közzé az énekesnő az albumborítót, illetve a dallistát Tumblr fiókján. A korong remixeket tartalmaz a Blackout, Circus, Femme Fatale című lemezekről, illetve a 3 című dal is helyet kapott rajta.

## Háttér
2005 novemberében Spears kiadta első remixalbumát, a B in the Mix: The Remixes-t. A megjelenést követő hat év alatt az énekesnő három stúdióalbumot jelentetett meg: Blackout (2007), Circus (2008) és Femme Fatale (2011). A Fragantica.com (online áruház) jelentette be, hogy az album az új parfümmel (Cosmic Radiance) egy időben jelenik meg. 2011. szeptember 2-án a Sony Japán osztotta meg az album borítóját a rajongókkal, hozzátéve, hogy a korong eddig ki nem adott dalokat is tartalmaz majd. Az ígért kiadatlan dalok elmaradtak.

## Eladás
Az album mérsékelt sikereket ért el. A Billboard-on az első héten 9000 darabbal 47. helyig jutott. Az USA Dance / Elektronikus Albumok listáján 4. helyet szerzett.

## Dallista
|     | Cím                                          | Hossz |
| --- | -------------------------------------------- | ----- |
| 1.  | Criminal (Radio Mix)                         | 3:45  |
| 2.  | Gimme More (Kaskade Club Mix)                | 6:08  |
| 3.  | Piece of Me (Tiësto Club Mix)                | 7:53  |
| 4.  | Radar (Tonal Club Mix)                       | 4:55  |
| 5.  | Womanizer (Benny Benassi Extended)           | 6:17  |
| 6.  | Circus (Linus Loves Remix)                   | 4:39  |
| 7.  | If U Seek Amy (U-Tern Remix)                 | 6:10  |
| 8.  | 3 (Manhattan Clique Club Remix)              | 5:42  |
| 9.  | Till the World Ends (Alex Suarez Club Remix) | 5:18  |
| 10. | I Wanna Go (Gareth Emery Remix)              | 5:26  |

| 1.  | Gimme More (Kaskade Club Mix)                   | Hills, Hilson, Araica, Washington                                   | 6:08 |
| 2.  | Piece of Me (Tiësto Club Mix)                   | Winnberg, Åhlund, Karlsson                                          | 7:53 |
| 3.  | Radar (Tonal Club Mix)                          | Winnberg, Åhlund, Karlsson, Jonback, Lewis, Smith, Nelson, Muhammad | 4:55 |
| 4.  | Womanizer (Benny Benassi Extended)              | Briscoe, Akinyemi                                                   | 6:17 |
| 5.  | Circus (Linus Loves Remix)                      | Gottwald, Kelly, Levin                                              | 4:39 |
| 6.  | If U Seek Amy (U-Tern Remix)                    | Martin, Shellback, Kotecha, Kronlund                                | 6:10 |
| 7.  | 3 (Manhattan Clique Club Remix)                 | Martin, Shellback, Amber                                            | 5:42 |
| 8.  | Till the World Ends (Alex Suarez Club Remix)    | Martin, Gottwald, Kronlund, Sebert                                  | 5:18 |
| 9.  | I Wanna Go (Gareth Emery Remix)                 | Shellback, Martin, Kotecha                                          | 5:26 |
| 10. | Criminal (Varsity Team Remix)                   | Shellback, Martin, Amber                                            | 4:25 |
| 11. | Break the Ice (Tonal Remix)                     | Hills, Hilson, Araica, Washington                                   | 4:59 |
| 12. | Hold It Against Me (Funk Generation Club Remix) | Martin, Gottwald, Mathieu Jomphe, Bonnie McKee                      | 6:50 |
| 13. | My Prerogative (X-Press 2 Radio Edit)           | Bobby Brown, Gene Griffin, Edward Teddy Riley                       | 4:17 |
| 14. | Criminal (Tom Piper & Riddler Remix Radio Edit) | Shellback, Martin, Amber                                            | 3:38 |

## Megjelenési dátumok
| Ország      | Dátum             | Kiadó       |
| ----------- | ----------------- | ----------- |
| Ausztria    | 2011. október 7.  | RCA Records |
| Világszerte | 2011. október 11. | RCA Records |

## Fordítás
Ez a szócikk részben vagy egészben  a   B in the Mix: The Remixes Vol. 2 című angol Wikipédia-szócikk fordításán alapul.  Az eredeti cikk szerkesztőit annak laptörténete sorolja fel. Ez a jelzés csupán a megfogalmazás eredetét és a szerzői jogokat jelzi, nem szolgál a cikkben szereplő információk forrásmegjelöléseként.